# Chaetophiloscia pseudocellaria
Chaetophiloscia pseudocellaria là một loài chân đều trong họ Philosciidae. Loài này được Vandel miêu tả khoa học năm 1955.